# Bastilla trophidonta
Bastilla trophidonta är en fjärilsart som beskrevs av Turner 1902. Bastilla trophidonta ingår i släktet Bastilla och familjen nattflyn. Inga underarter finns listade i Catalogue of Life.